# Любен Боянов
Любен Боянов Боянов е български юрист (адвокат) и политик от БЗНС „Никола Петков“. Народен представител в Шестото велико народно събрание. Убит е от комунистическата власт в концентрационния лагер „Слънчев бряг“ край Ловеч.

## Биография
Роден е на 12 декември 1912 година в село Црънча, Пазарджишко.
През 1946 година е избран за депутат в VI велико народно събрание. В архива на парламента досието му е празно (както на всички николапетковисти, с които БКП се саморазправя). В стенографските дневници обаче са запазени две негови изказвания. В първото той влиза в остър спор с Георги Димитров, тогава министър-председател, по повод на серията от убийства в Пазарджишка околия в навечерието на изборите (29-о заседание, 28 януари 1947). Второто му изказване е по законопроект за отпускане на народни пенсии на вдовиците на замеделци (89-о заседание, 20 юни 1947).
Още в края на 1947 година е осъден на една година тъмничен затвор и лишаване от права за две години (присъда № 775 от 19 декември 1947). Това обаче се преценява като недостатъчно и МВР го праща в лагера Белене за срок от 5 години (протокол № 30 от 25 юли 1952). След това Мирчо Спасов предлага да бъде превъдворен за още една година (8 януари 1958), а после е превъдворен и за още една година със заповед на министър Георги Цанков (10 януари 1959).
Любен Боянов излиза за малко на свобода след закриването на Белене (заповед № 67 от 5 ноември 1959), но през пролетта на 1961 година е изпратен в концентрационния лагер край Ловеч, наричан иронично „Слънчев бряг“, за срок от една година (заповед № 85 от 29 април 1961 на Мирчо Спасов). Заповедта е изпратена за изпълнение с гриф „Строго секретно“ от отдел „Въдворяване и изселване – ДС при МВР“. Върху съпроводителното писмо Мирчо Спасов поставя резолюция: „Да се постави на най-тежката работа в кариерата!“
В лагера още от първия ден му нанасят жестоки побои. Убит е по нареждане на Газдов, който поръчва буквално следното: „Тази гад Любен Боянов не искам да го виждам“. „Че го оправим, гражданино началник!“, отговаря един от биячите. По погрешка обаче убиват друг човек – Любен Паунов, което Газдов забелязва след ден-два. „Че оправим грешката, началник!“. Вечерта Любен Боянов беше вече в сламеника“ (т.е. мъртъв), разказва свидетелят Георги Йосифов на делото за лагерите.
Убит е на 14 май 1961 година – на седмия ден от въдворяването му в лагера.